# Петрова Наталія Григорівна
Наталія Григорівна Петрова (у шлюбі Серуш; нар. 18 жовтня 1945, Харків, УРСР, СРСР) — бізнесвумен, колишня радянська рекламна модель, деякий час непрофесійна кіноактриса; знайома Володимира Висоцького, негласний агент КДБ. Крім російського має також громадянство США.

## Біографічні відомості
Випускниця Московського інституту іноземних мов. Працювала моделлю радянського зовнішньоторгівельного валютного об'єднання «Союзпушнина». У 1974 одружилася з іранським бізнесменом курдського походження, агентом КДБ у другому коліні Серушем Бабеком, який мав громадянство ФРН. Взяла прізвище Бабек.
Серуш Бабек був сином видного курдського комуніста-підпільника та агента радянських спецслужб, який виріс в еміграції в СРСР. Як син політемігранта, він був вихований у спеціальній школі-інтернаті в місті Іваново, яка була створена керівництвом КПРС для підготовки майбутніх кадрів для подальшої нелегальної партійної роботи у країнах походження. Вчився на фізичному факультеті МДУ. Спецслужбами СРСР ці молоді люди використовувалися як агенти-нелегали радянської зовнішньої розвідки. Як бізнесмен Бебек Серуш торгував за кордоном радянською зброєю. В СРСР він іпортував головним чином американську електронну апаратуру, за деякими даними - таємно завозив з ФРН до СРСР американські компьютери, експорт яких з США до країн комуністичного блоку був заборонений. Був знаний з багатьма радянськими митцями та актрами, у Москві мав реноме багатого та щедрого мецената, а також плейбоя. Наталія Серуш-Петрова подовгу жила з ним в різних країнах Заходу — Швейцарії, США, Італії, Німеччині. Завдяки чоловіку входила до кола добрих знайомих Висоцького.
Колишній полковник 5-го Головного Управління КДБ СРСР Володимир Попов у книгах своїх спогадів про роботу на радянські «органи» стверджує, що обоє - і Серуш Бабек і його дружина Наталія Петрова - були агентами КДБ. Крім інших завдань за кордоном, вони слідкували за Володимиром Висоцьким під час його подорожей на Захід.

## Бізнес
Після раптової смерті чоловіка у 1992 успішно перейняла його майно, зайнялася бізнесом та повернула прізвище Петрова. Того ж року відкрила приватний косметичний салон «Б'юті Студіо», один з перших в Москві. Отримала ексклюзивне право на створення студій краси від французької фірми «Герлен». Ці заклади в готелях «Національ» і «Аврора» стали одними з найбільш модних і престижних в Москві. Власниця кількох ювелірних салонів, займається бізнесом, пов'язаним з коштовностями і прикрасами. Живе в Москві і Швейцарії.  

## Ролі у кіно
Знялась у декількох фільмах, головним чином у епізодичних ролях.
Відома роллю Людмили в екранізації поеми О. С. Пушкіна «Руслан і Людмила» режисера Олександра Птушка (1972). 
У 1979 році за рекомендацією В.Висоцького була взята на епізодичну роль офіціантки Маріанни в телесеріалі «Місце зустрічі змінити не можна».

## Фільмографія
- «Руслан і Людмила» (1972, Людмила (озвучує Ніна Гуляєва)
- «Місце зустрічі змінити не можна» (1979, офіціантка Маріанна (епізод у ресторані)
- «Велика гра» (1988, фрау фон Валецкі, колишня дружина Леопольда Граціо)
- «Життя не казка» (2014, документальний)

Участь в документальних фільмах:
- (рос.)«Сказочные красавицы. Жизнь после славы» (2009)
- (рос.)«Высоцкий. Вот и сбывается всё. что пророчится...» (2011)

## Зноски
1. ↑  Gordon.ua: Записки бывшего подполковника КГБ: Иранский куратор творческой интеллигенции СССР.